# Lorraine Kelly
Lorraine Kelly, née le 30 novembre 1959 à Glasgow en Écosse, est une présentatrice écossaise de la télévision britannique et une journaliste bien connue de la chaîne ITV. 
Journaliste et présentatrice phare des émissions matinales de la chaîne ITV (GMTV, This Morning, DayBreak) et notamment de sa propre émission Lorraine depuis 2010.
Elle réside actuellement à Broughty Ferry (en) en Angus. Lorraine est connue pour être une « Dundonian » et une fervente supporter de Dundee United.

## Carrière

### 1984-1993: TVAM / Good Morning Britain
Kelly rejoint la matinale phare de ITV en 1984 en tant que correspondante écossaise, en 1989 elle accède à la présentation du Summer Sunday de TVAM les dimanches d'étés. En 1990, l'émission change de nom et Kelly accède à la présentation de Good Morning Britain.

### 1993–2010: GMTV
Après le changement de programme, Kelly reste l'une des "ambassadrice" matinale de ITV, elle aide à la création de GMTV et présente plusieurs sections de l'émission.
Après un congé maternité en 1994, elle présente une chronique "maternité" puis accède à la présentation du Nine O'Clock Live à 9:00, qui est transformé en Lorraine Live à 8:35 avec une popularité croissante.
En 2000, L'émission est renommée LK Today, après que GMTV soit renommée en GMTV TODAY.

### Depuis 2010: LorrainsE
C'est finalement en 2010 que l'émission est rebaptisée Lorraine

### 2020: Good Morning Britain with Lorraine (émission provisoire)
Fin mars 2020, alors que la pandémie de Covid-19 oblige les chaînes de télévision à prendre certains changements, l'émission Lorraine est transformée et incluse dans Good Morning Britain, afin de permettre une mutualisation des moyens au sein d'un même plateau et d'une même équipe.